# غاري بيرش
غاري بيرش (بالإنجليزية: Gary Birch) (8 أكتوبر 1981 ببرمنغهام في المملكة المتحدة - ) هو لاعب كرة قدم بريطاني في مركز الهجوم. لعب مع نادي بارنسلي ونادي والسول ونادي راشل أوليمبيك وChasetown F.C. ‏ وHucknall Town F.C. ‏ وتيلفورد يونايتد ونادي كيدرمينستر هاريرز لكرة القدم ولينكولن سيتي أف سي ونونيتون بورو ‏ ونادي تاموورث وSolihull Moors F.C. ‏ ونادي إكزتر سيتي.

## وصلات خارجية
- غاري بيرش على موقع قاعدة بيانات كرة القدم.إي يو (الإنجليزية)
- غاري بيرش على موقع Soccerbase.com (لاعب) (الإنجليزية)
- غاري بيرش على موقع Soccerway.com (الإنجليزية)